# Stylidium diplectroglossum
Stylidium diplectroglossum este o specie de plante dicotiledonate din genul Stylidium, familia Stylidiaceae, ordinul Asterales. A fost descrisă pentru prima dată de R.O. Erickson și Amp; J.H. Willis, și a primit numele actual de la A. Lowrie, A.H. Burbidge och Amp; K.F. Kenneally. Conform Catalogue of Life specia Stylidium diplectroglossum nu are subspecii cunoscute.